# ملكندي
ملكندي هي محلة تقع على مرتفع صخري في الجانب الشمالي من محافظة السليمانية، تبدأ من جامع علي كمال حتى محلة (بيرمه سوور بير منصور) جنوباً ثم شرقاً حتى محلة سيد حسن ومكتبة الأوقاف ومقهى سرجيمن.
يتميز المرتفع الصخري الذي تقع عليهِ محلة ملكندي بأنهُ ذو حجارة زرقاء رمادية.